# الصمدانية
الصمدانية هي إحدى القرى الواقعة تحت السيادة السورية, والتابعة لمحافظة القنيطرة في هضبة الجولان بجنوب غرب سوريا.